# حاج‌امیر کندی
حاج‌امیر کندی یا قارالار کندی، روستایی در دهستان اصلاندوز شرقی بخش مرکزی شهرستان اصلاندوز در استان اردبیل ایران است.

## جمعیت
بر پایه سرشماری عمومی نفوس و مسکن در سال ۱۳۹۵، جمعیت این روستا برابر با ۲۹۱ نفر (۸۰ خانوار) بوده است.